# Alberada Buonalberška
Alberada ali Alberada Buonalberška (latinsko: Alverada), prva žena Roberta Guiscarda, vojvode Apulije, s katerim se je poročila leta 1051 ali 1052, ko je bil še roparski baron v Kalabriji, * okrog 1033, † verjetno julij 1122. 

## Življenje
Alberada je bila hči Girarda Buonalberškega, ki je podpiral Roberta Guiscarda pri njegovem vzponu na oblast. Za doto mu je dal na razpolago dvesto vitezov. V tem zakonu sta se rodila hči Ema (pozneje mati kneza Tankreda Galilejskega) in sin Bohemond I. Antioški. Leta 1058, potem ko je papež Nikolaj II. utrdil že obstoječo kanonsko zakonodajo o krvnem sorodstvu, se je Robert Guiscard ločil in se poročil s Sihelgajto, sestro kneza Gisulfa II. Salernskega, ki mu je prinesla večje koristi. Ločitev z Alberado je bila prijateljska. Umrla je v zelo visoki starosti. Pokopana je v mavzoleju družine Hauteville v opatiji Svete trojice v Venosi. 